# Ochyrocera
Ochyrocera is een geslacht van spinnen uit de  familie van de Ochyroceratidae.

## Soorten
- Ochyrocera arietina Simon, 1891
- Ochyrocera bicolor González-Sponga, 2001
- Ochyrocera cachote Hormiga, Álvarez-Padilla & Benjamin, 2007
- Ochyrocera caeruleoamethystina Lopez & Lopez, 1997
- Ochyrocera chiapas Valdez-Mondragón, 2009
- Ochyrocera coerulea (Keyserling, 1891)
- Ochyrocera coffeeicola González-Sponga, 2001
- Ochyrocera cornuta Mello-Leitão, 1944
- Ochyrocera corozalensis González-Sponga, 2001
- Ochyrocera fagei Brignoli, 1974
- Ochyrocera formosa Gertsch, 1973
- Ochyrocera hamadryas Brignoli, 1978
- Ochyrocera ibitipoca Baptista, González & Tourinho, 2008
- Ochyrocera janthinipes Simon, 1893
- Ochyrocera juquila Valdez-Mondragón, 2009
- Ochyrocera minima González-Sponga, 2001
- Ochyrocera oblita Fage, 1912
- Ochyrocera peruana Ribera, 1978
- Ochyrocera quinquevittata Simon, 1891
- Ochyrocera ransfordi (Marples, 1955)
- Ochyrocera simoni O. P.-Cambridge, 1894
- Ochyrocera subparamera González-Sponga, 2001
- Ochyrocera thibaudi Emerit & Lopez, 1985
- Ochyrocera vesiculifera Simon, 1893
- Ochyrocera viridissima Brignoli, 1974